# التنافس الودي
التنافس الودي (بالكورية: 선의의 경쟁) هو مسلسل تشويق وإثارة كوري جنوبي، مبني على الويبتون الذي يحمل نفس الاسم من تأليف سونغ تشاي يون وشيم جاي يونج، من بطولة لي هيري، تشونغ سو-بين، كانغ هاي-وون، أوه وو ري. عرض على U+ Mobile TV في 10 فبراير 2025، تم اصدار 4 حلقات اسبوعيا من الإثنين الى الخميس، 30 دقيقة لكل حلقة.

## القصة
نشأت وو سول كي (تشونغ سو بين) في دار للأيتام في إحدى المقاطعات. ثم انتقلت إلى سيول وسجلت في مدرسة تشايهوا الثانوية، وهي مدرسة لأفضل 1% من الطلاب في كوريا الجنوبية. لا تتفق وو سول كي مع الطلاب الآخرين. تقترب منها طالبة تدعى يو جي يي (لي هيري) وتصبحان صديقتين.
يو جي يي هي الطالبة الأقوى في المدرسة. تتمتع بمعدل ذكاء مرتفع، وتأتي من خلفية عائلية ثرية، وهي جذابة جسديًا. لقد عاشت يحسدها الآخرين منذ ولادتها وهي تدرك تفوقها. كما أنها ماكرة بما يكفي لمعرفة كيفية الاستفادة من حالتها. تظهر اهتمامًا خاصًا بالطالبة المنقولة وو سول كي. سرعان ما تطورت بينهما علاقة خطيرة بين الصداقة والهوس.

## طاقم

### رئيسي
- لي هيري في دور يو جي آي[4]
- تشونغ سو بين في دور وو سول جي[4]
- كانغ هاي-وون في دور جو يي ري[4]
- أوه وو ري في دور تشوي كيونغ[4]

### داعم
- تشوي يونغ جاي في دور نام بيونغ جين[1]
- كيم تاي هون في دور يو تاي جون[1]

## الانتاج
المسلسل من اخراج وكتابة كيم تاي-هي التي كتبت مسلسل الناجي المعين: 60 يوم (2019)، وكتبتهُ بتعاون مع مين يي جي. ومن تخطيط استوديو ال جي X+U وإنتاجه بتعاون مع Ylab Plex. مبني على الويبتون الذي يحمل نفس الاسم من تأليف سونغ تشاي يون ورسمه شيم جاي-يونغ وانتجته Ylab Plex.

## روابط خارجية
- التنافس الودي على هانسينما
- التنافس الودي على موقع IMDb (الإنجليزية)
- التنافس الودي على موقع نتفليكس (الإنجليزية)
- التنافس الودي على موقع قاعدة بيانات الفيلم (الإنجليزية)